# The Inbestigators
The InBESTigators es una serie de televisión infantil australiana de falso documental . La serie es protagonizada por Abby Bergman, Anna Cooke, Aston Droomer y Jamil Smyth-Secka como Ava Andrikides, Maudie Miller, Ezra Banks y Kyle Klimson, respectivamente. Los personajes son alumnos de quinto curso que resuelven misterio en su colegio y barrio. Creada por Robyn Butler y Wayne Hope, la serie tiene el estilo cómico de Little Lunch (otra serie en la que habían trabajado) y un estilo de misterio. La serie se emitió en dos temporadas del 21 de junio al 30 de noviembre de 2019 en ABC Me. Netflix lanzó la primera y segunda temporada a mediados de 2019 y principios de 2020 respectivamente.
Los Inbestigators obtuvieron premios de la crítica, con premios por su humor y personajes, aunque sus personajes generaron opiniones encontradas. La serie recibió dos nominaciones al premio AACTA a la Mejor Serie de Televisión Infantil . El julio de 2019 se lanzó una serie web derivada, The InBESTigators: Crime Crack; A finales de 2019 se publicó una sesión de preguntas y respuestas, después de una guía de prácticas durante la pandemia de COVID-19 .

## Premisa
La serie se caracteriza en Ezra Banks, un chico experto en la tecnología; Maudie Miller, una muy buena investigadora privada inteligente y socialmente incómoda; Ava Andrikides, una chica amable y dramática; y Kyle Klimson, un atlético cómico. Forman Inbestigators, una agencia de detectives que resuelve misterios en su cole y barrio. Una vez resuelto un caso, lo describen en un vlog.

## Elenco

### Principal
- Abby Bergman como Ava Andrikides, una chica extrovertida, sociable y dramática a la que le encanta organizar fiestas y recaudar dinero para organizaciones benéficas.
- Anna Cooke como Maudie Miller, una aspirante a investigadora privada inteligente y socialmente incómoda que resuelve la mayoría de los casos de los Inbestigators.
- Aston Droomer como Ezra Banks, un niño experto y conocedor de la tecnología
- Jamil Smyth-Secka como Kyle Klimson, un tonto atlético que es olvidadizo y se distrae muy a menudo.

## Lanzamiento
Cada episodio de The Inbestigators dura aproximadamente 15 minutos.  La serie se estrenó en ABC Me en Australia y Nueva Zelanda el 21 de junio de 2019.  La emisión de la primera serie finalizó el 10 de julio de 2019.  Fue renovada para una segunda temporada el 12 de agosto,  que se emitió del 11 de noviembre   al 30 de noviembre de 2019.  La primera y segunda serie se estrenaron internacionalmente en Netflix el 9 de agosto de 2019 y 10 de enero de 2020 respectivamente.   En la serie de Netflix, los episodios se presentan de 2 en 2, con un total de 30 minutos cada uno. 
Se estrenó en WildBrainTV para Canadá el 10 de marzo de 2022. 
| Premio                                 | Año  | Categoría                             | Nominación(es)              | Resultado | Ref. |
| -------------------------------------- | ---- | ------------------------------------- | --------------------------- | --------- | ---- |
| AACTA Awards                           | 2019 | Mejor programa infantil               | Robyn Butler and Wayne Hope | Nominado  |      |
| AACTA Awards                           | 2020 | Mejor programa infantil               | Robyn Butler and Wayne Hope | Nominado  |      |
| ATOM Awards                            | 2020 | Mejor programa de televisión infantil | The Inbestigators           | Finalista |      |
| Premios del Casting Guild de Australia | 2020 | Casting                               | Nathan Lloyd                | Ganó      |      |